# Старі Бейзими
Старі Бейзи́ми — село в Україні, у Ленковецькій сільській територіальній громаді Шепетівського району Хмельницької області. Населення становить 161 осіб.

## Географія
Село розташоване на правому березі річки Хомора.

## Історія
У 1906 році село Сульжинської волості Ізяславського повіту Волинської губернії. Відстань від повітового міста 20 верст, від волості 5. Дворів 80, мешканців 543.
7 (20) листопада 1917 року, відповідно до Третього Універсалу Української Центральної Ради, увійшло до складу Української Народної Республіки.